# Карагашский язык

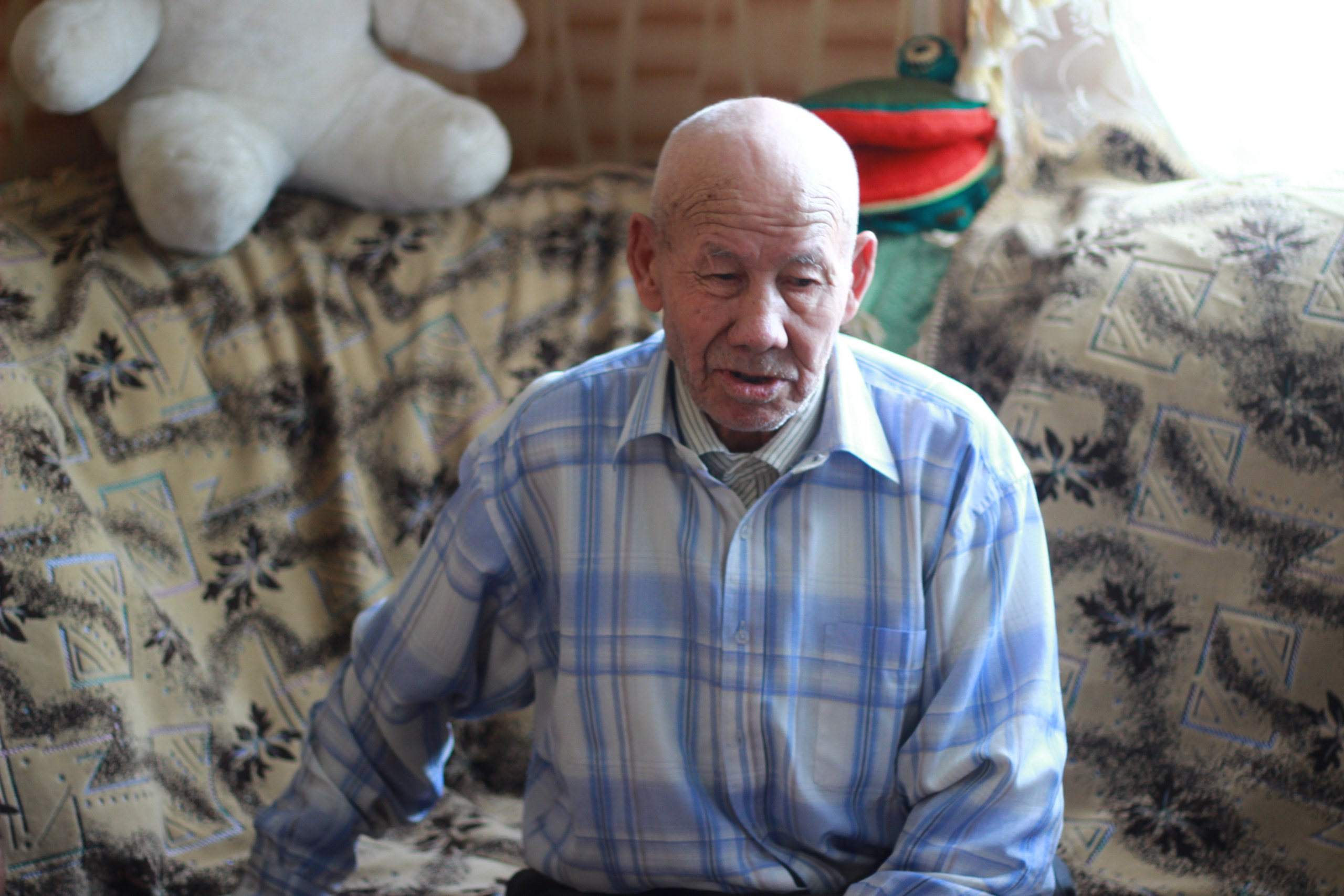
Алтынгази Джангалиев, один из старейших носителей карагашского языка.

Карага́шский язык (астраханских ногайцев-карагашей язык) — условное название диалекта ногайского языка или же подговора астраханского говора казанского диалекта татарского языка, или даже отдельный язык, на котором говорят карагаши.

## Самоназвание
Сами карагаши называют свой язык ногайским или карагашским, но не татарским, хотя носители языка карагашей осознают отличие своего языка от «настоящего» ногайского языка.

## Сведения
Язык карагашей относится к кыпчакской группе тюркской языковой семьи. Карагашский не признаётся государством как самостоятельный язык.
Исторически карагашский язык является обособившимся диалектом ногайского языка, обнаруживает наибольшее сходство с акногайским диалектом. Как и в других языках ногайско-кыпчакской подгруппы, в карагашском представлено передвижение согласных ш > с, ч > ш. Карагаши отделились от других ногайских групп в середине XVIII века, обосновавшись в северной части дельты Волги, где их язык продолжил развиваться обособленно от других ногайских говоров и подвергся сильному влиянию казахского языка.
Хотя в состав карагашей в XVII веке вошли и часть калмыков, а также несколько десятков семей татар и туркмен, заметного следа в языке они не оставили. Влияние татарского языка в основном шло через культуру и школу, и по сравнению с языком юртовских татар карагашский язык был менее подвержен его влиянию. С переходом школ на русский язык в 1962 году влияние татарского языка сузилось.

## Письменность
Карагашский язык собственной письменности не имеет.
До 1962 года карагаши при обучении пользовались татарским литературным языком, в 1962 году школы перешли на русский язык.

## Лингвистическая характеристика
В статье используется транскрипция Международного фонетического алфавита (МФА).

### Фонология
Фонетическая система языка карагашей в основном одинакова с фонетической системой ногайского литературного языка, отличаясь лишь по некоторым артикуляционным и акустическим признакам образования звуков и по наличию определенных фонетических закономерностей.

#### Гласные[1]
Гласные карагашского языка тождественны соответствующим гласным ногайского литературного языка.
|         | Передние | Задние  |
| ------- | -------- | ------- |
| Верхние | [ɪ], [ʏ] | [ɯ],[u] |
| Средние | [e], [ø] | [o]     |
| Нижние  | [æ]      | [a]     |

#### Согласные[1]
Согласные языка карагашей по качественным признакам не имеют существенных отличий от согласных ногайского литературного языка.
К особенностям языка карагашей относится употребление ч [t͡ɕ] и дж [d͡ʒ] вместо начального й [j] в ногайском литературном языке и диалектах, что также соответствует восточному и некоторым говорам среднего диалекта татарского языка, соответственно. Употребление [t͡ɕ] вместо начального [j] также зафиксировано в восточном диалекте татарского языка, тувинском, тофаларском, хакасском, чулымском языках. Употребление дж [d͡ʒ] вместо начального /j/ характерно для карачаево-балкарского, крымскотатарского, кыргызского языков.
|               | Губные     | Альвеолярные | Палатальные | Велярные | Увулярные |
| ------------- | ---------- | ------------ | ----------- | -------- | --------- |
| Взрывные      | [p], [b]   | [t], [d]     |             | [k], [g] | [q]       |
| Фрикативы     | [f]*, [v]* | [s], [z]     | [ʃ], [ʒ]*   | [ɣ]      | [χ]       |
| Аффрикаты     |            | [t͡s]         | [t͡ɕ], [d͡ʒ]  |          |           |
| Носовые       | [m]        | [n]          |             | [ŋ]      |           |
| Вибранты      |            | [r]          |             |          |           |
| Аппроксиманты | [w]        | [l]          | [j]         |          |           |

* Звук встречается только в заимствованиях из русского языка.